# Buciumi
Buciumi es una comuna ubicada en el distrito de Sălaj, Rumania.

## Superficie
Posee una superficie de 96,35 kilómetros cuadrados.

## Demografía
Hasta 2021 la población era de 2402 habitantes, con una densidad de población de 24,93 habitantes por kilómetro cuadrado.